# Marie de Roumanie (1870-1874)
Pour les articles homonymes, voir Marie de Roumanie.
Marie de Roumanie (en roumain : Maria a României), princesse de Hohenzollern-Sigmaringen, est née le 8 septembre 1870 à Bucarest et décédée le 9 avril 1874 au château  de Peleș, à Sinaia. Elle est l'unique enfant du roi Carol Ier de Roumanie et de son épouse Élisabeth de Wied.
Le décès de Marie, dû à la scarlatine, a beaucoup pesé sur les relations du couple royal, et Élisabeth ne se remettra jamais complètement du traumatisme causé par la perte de son enfant unique.
Son tombeau se trouve auprès de celui de ses parents dans l'église du monastère de Curtea de Argeș.